# Listă de egiptologi

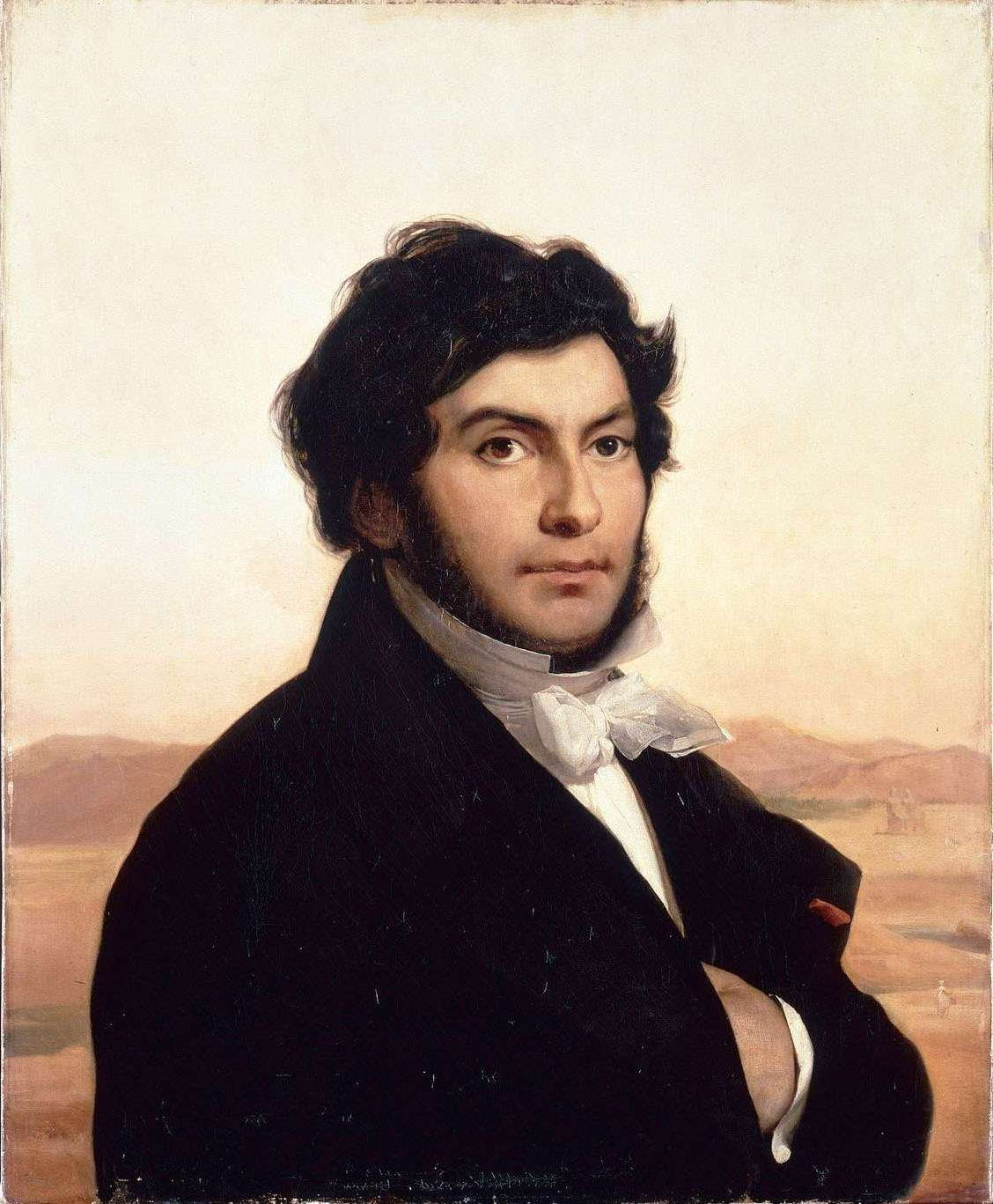
Jean-François Champollion.

Un Egiptolog este orice arheolog, istoric, lingvist care este specializat în Egiptologie, știința care studiază subiecte legate de Egiptul Antic: limba (egipteană: demotică și coptă), literatura, istoria, religia, arta și economia egiptenilor antici.
Aceasta este o listă parțială de Egiptologi.

## Egiptologi

### Egiptologi români

Miron Ciho

Renata Tatomir (n. 1971) https://hyperion.academia.edu/RenataTatomir; https://www.researchgate.net/profile/Renata-Gabriela-Tatomir 

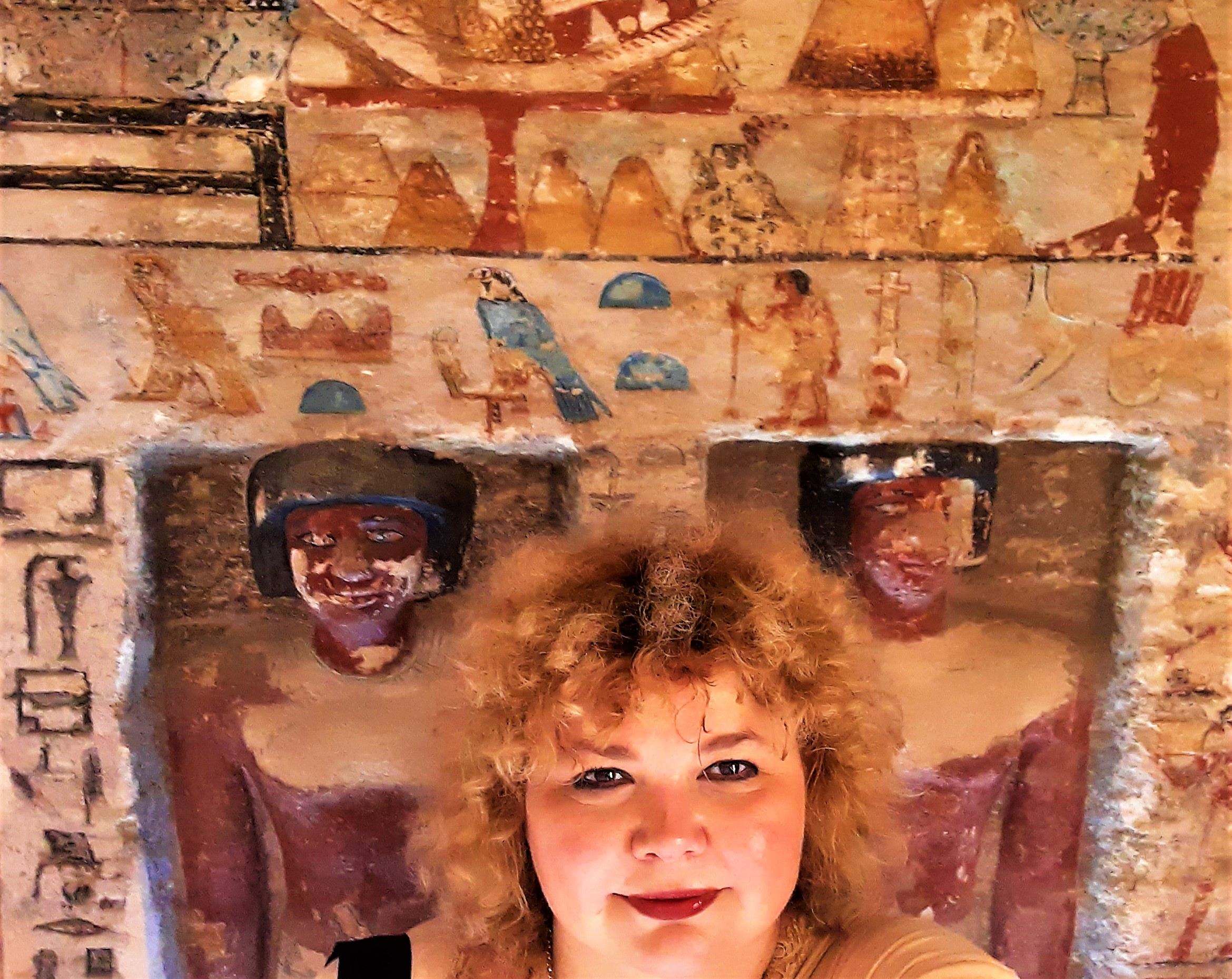
Renata Tatomir in the Tomb of Irwkaptah at Saqqara (5th Dynasty)

- Miron Ciho (n. 1956)
- Achim Popescu (1927 - 1980)
- Erika Feleg
- Dan Deac
- Victor Ghica

### În viață
- Mohammed Shata

```
  Alessia Amenta
```

- James Peter Allen (1945-)
- Jan Assmann (1938-)
- John Baines (1946-)

```
 Yekaterina Barbash
 Kathryn Bard
  Myroslav Barta
```

- Hussein Bassir
- Jürgen von Beckerath (1920-)
- Horst Beinlich
- Lanny Bell

```
 Robert Steven Bianchi
```

- Manfred Bietak (1940)
- Peter J. Brand (1967-)
- Bob Brier (1943-)
- Betsy Bryan

```
 Ahmed Budran
```

- Günter Burkard

```
 Giacomo Cavillier
```

- Christopher Cena
- Philippe Collombert (1969-)
- Kara Cooney

```
 Ann Rosalie David
```

- Aidan Dodson
- Peter Dorman
- Günter Dreyer
- Bassam el-Shammaa

```
  Ola El Aguizy
```

- Hans-Werner Fischer-Elfert
- Joann Fletcher

```
 Luc Gabolde
 Marc Gabolde
```

- John Gee

```
 Wolfram Grajetzki
```

- C. Wilfred Griggs
- Nicolas Grimal
- Remon Hanna
- Ben J.J. Haring
- Melinda K. Hartwig

```
  Steve Harvey
```

- Stephen Harvey
- Michael G. Hasel
- Zahi Hawass[1]
- Jennifer Hellum
- Salima Ikram
- Christian Jacq
- Jan Johnson
- Naguib Kanawati
- Olaf E. Kaper
- Barry Kemp
- Jacques Kinnaer
- Kenneth Kitchen
- Wolfgang Kosack

```
 Peter Lacovara
```

- Jean Leclant
- Mark Lehner

```
 Ron Leprohon
 Rita Lucarelli
 Uros Matic
```

- Dawn McCormack
- Mohamed Megahed
- Barbara Mertz

```
 Bernard Mathieu
```

- Ludwig D. Morenz
- Robert Morkot
- Karol Myśliwiec

```
  Hana Navratilova
 Paul T. Nicholson
 Maria Nilsson
```

- Christiane Desroches Noblecourt

```
  Massimiliano Nuzzolo
```

- David O'Connor
- Boyo Ockinga
- Sarah Parcak
- Richard B. Parkinson
- Delia Pemberton
- James W E Peters

```
 Gabi Pieke
 Campbell Rodger Price
```

- Joachim F. Quack
- Donald B. Redford
- C.N. Reeves
- Robert K. Ritner
- John Romer
- Donald P. Ryan
- Kim Ryholt
- Abdoul Elmoniem Said
- Ahmed Saleh
- Helmut Satzinger
- Otto Schaden
- Ian Shaw
- William Kelly Simpson
- Tamara L. Siuda
- Stuart Tyson Smith
- Steven Snape

```
  Rogerio Sousa
```

- Anthony Spalinger

```
 Nigel Strudwick
 Helen Strudwick
```

- Zbigniew Szafrański
- Mahmoud Maher Taha
- John W. Tait
- Emily Teeter
- Christian Tutundjian de Vartavan (1965 -) [2]
- Joyce Tyldesley

```
 Andre J. Veldmejer
```

- Miroslav Verner
- Günter Vittman

```
 Youri Volokhine
 Sandrine Vuilleumier
```

- Hana Vymazalová
- Kent R. Weeks
- Josef W. Wegner
- Edward F. Wente
- Dietrich Wildung
- Richard H. Wilkinson
- Penelope Wilson
- Sakuji Yoshimura
- Charlotte Booth (1975-)

### Decedați (listă după anul nașterii)
- Dhul-Nun al-Misri (796–859)
- Ibn Abd-el-Hakem (d. 871)
- Ibn Wahshiyya (sec. 9-10)
- Muhammad al-Idrisi (1100–1166)
- Abd–al Latif al–Baghdadi (1162–1231)
- Al-Maqrizi (1364–1442)
- Jan Potocki (1761–1815)
- Giovanni Battista Belzoni (1778–1823)
- Henry Salt (1780–1827)
- James Burton (Egiptolog) (1788–1862)
- Jean-François Champollion (1790–1832)
- Joseph Bonomi (1796–1878)
- John Gardner Wilkinson (1797–1875)
- Theodule Deveria (19th century)
- Edward William Lane (1801–1876)
- Karl Richard Lepsius (1810–1884)
- Auguste Mariette (1821–1881)
- Gerald Massey (1828–1907)
- Michał Tyszkiewicz (1828–1897)
- Gaston Maspero (1846–1916)
- Édouard Naville (1844–1926)
- Émile Amélineau (1850–1915)
- Victor Loret (1859–1946)
- Sir Alan Gardiner (1879–1963)
- Ludwig Borchardt (1863–1938)Ludwig Borchardt
- James Henry Breasted (1865–1935)

Ludwig Borchardt

- Howard Carter (1874–1939) Howard Carter

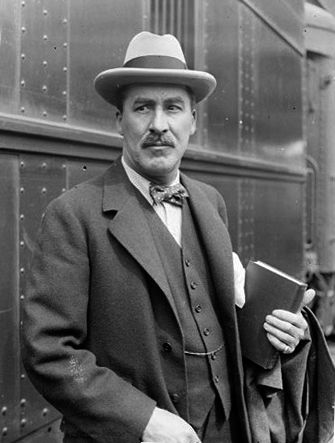
Howard Carter

- Sir William Flinders Petrie (1853–1942)
- Ernesto Schiaparelli (1856–1928)
- Vladimir Semyonovich Golenishchev (1856–1947)
- E. A. Wallis Budge (1857–1934)
- Henry Francis Herbert Thompson, 2nd Baronet (1859–1944)
- Margaret Murray (1863–1963)
- James E. Quibell (1867–1935)
- Boris Turayev (1868–1920)
- Herbert E. Winlock (1884–1950)
- Pierre Montet (1885–1966)
- Selim Hassan (1886–1961)
- René A. Schwaller de Lubicz (1887–1961)
- Natacha Rambova (1897–1966)
- Cyril Aldred (1894–1991)
- Raymond O. Faulkner (1894–1982)
- Henri Frankfort (1897–1954)
- Jaroslav Černý (1898–1970)
- John A. Wilson (1899–1976)
- Kazimierz Michałowski (1901–1981)
- Walter Bryan Emery (1903–1971)
- Hilde Zaloscer (1903–1999)
- Richard Anthony Parker (1905–1993)
- Hans Jakob Polotsky (1905–1991)
- Paul Ghalioungui (1908–1987)
- I. E. S. Edwards (1909–1996)
- Charles Allberry (1911–1943)
- Louis Vico Zabkar (1914–1994)
- Miriam Lichtheim (1914–2004)
- Tadeusz Andrzejewski (1923–1961)
- Sarah Israelit Groll (1925–2007)
- Nicholas Millet (1934–2004)
- Michael A. Hoffman (1944–1990)

```
  Jean-Pierre Corteggiani (1942 - 2022)
  Erik Hornung (1933 - 2022)
```

### Ficționali
- Emily Sands (Egiptologie: Căutarea Mormântului lui Osiris)
- Sophocles Sarcophagus (Aventurile lui Tintin)
- Daniel Jackson (Stargate, Stargate SG-1)
- Evelyn Carnahan (din filmul Mumia)
- Sarah Page (Primeval)
- Lara Croft (Tomb Raider)
- Lawrence Sratford (The Mummy, sau Ramses cel Blestemat)
- Amelia P. Emerson și Familia Emerson (Crocodilul din nisip)